# 충주혜성학교
충주혜성학교는 충청북도 충주시에 있는 공립 특수학교이다.

## 연혁
- 2017년 3월 1일 : 폐교한 옛 노은초등학교 수상분교 자리에 개교[1]

## 교육목표
- 꿈과 사랑을 가꾸는 행복한 학교 만들기 위하여 건강한 몸과 따뜻한 감성을 지닌 학생, 꿈과 소질을 키워가는 학생, 배려와 나눔의 정신으로 더불어 살아가는 학생, 서로 돕고 바른 인성을 가진 학생을 목표로 교육하고 있다.

## 변천
- 2017년 3월 1일 개교하여 초대교장으로 김정식 교장선생님이 취임.
- 2017년 3월 6일 16학급 학생이 입학 및 전입
- 2017년 6월 2일 지역사회 인사와 학부모 초청 개교식
- 2017년 11월에는 충청북도교육청 지원으로 심리안정실, 감각통학실 외식서비스실을 구축
- 2018년 2월 14일에는 제1회 졸업식을 하여 11명의 학생이 졸업
- 2019년 기준 19학급 학생 83명이 재학

## 교가와 상징물
- 1. 교가(작사 이우경 작곡 박창희)

해맑은 미소로 사랑나누며 푸른꿈 펼치려 모인 우리들
어려움 헤쳐가며 서로배우며 다함께 나아가자 혜성친구들
- 2. 교목(소나무): 푸르고 힘차게 자라나는 모습은 장애를 극복하고자 하는 굳센 의지를 상징함.
- 3. 교화(철죽): 줄기찬 생명력과 강력한 번식력은 장애학생의 능동적 사회참여 역량을 상징함.